# Caatingamiersluiper
De caatingamiersluiper (Radinopsyche sellowi synoniem: Herpsilochmus sellowi) is een zangvogel uit de familie Thamnophilidae (miervogels).

## Vondst en naamgeving
Het holotype, MPEG 54039, is op 1 september 1992 in de buurt van de Braziliaanse stad Boa Nova verzameld door Braziliaanse natuurwetenschapper José Fernando Pacheco. Op basis van het holotype beschreef hij in het jaar 2000 samen met de Amerikaan Whitney en de Brazilianen Buzzetti en Parrini deze soort. Zij noemden deze soort Herpsilochmus sellowi ter ere van de Duitse natuurwetenschapper Friedrich Sellow. Het verzamelde holotype werd gedeponeerd in de collectie van het Museu Paraense Emílio Goeldi. Volgens in 2021 gepubliceerd DNA-onderzoek is plaatsing in een nieuw, monotypisch geslacht Radinopsyche meer voor de hand liggend.

## Kenmerken
De Caatingamiersluiper is ongeveer 12 centimeter groot. De soort vertoont seksuele dimorfie. Het mannetje heeft een grijze rug en een zwarte kruin, die omringd wordt door een wittige wenkbrauwstreep. In tegenstelling tot het mannetje heeft het vrouwtje een olijfgroene rug en een geelachtige buik. Verder heeft het vrouwtje een geheel zwarte kruin.

## Verspreiding en leefgebied
Deze vogel is endemisch in Brazilië en komt voor in alle staten van de regio Noordoost-Brazilië. Daarnaast komt deze vogel ook voor in de staten Minas Gerais, Tocantins en Pará. Zijn natuurlijke leefgebieden liggen in subtropische of tropische droge bossen en droge savanne op een hoogte tot 1000 m boven zeeniveau. Deze leefgebieden liggen in de biomen Caatinga, Cerrado en Amazone. De soort wordt daar bedreigd door habitatverlies.

## Voeding
De Caatingamiersluiper voedt zich met insecten (vooral mieren).

## Status
De grootte van de populatie is niet gekwantificeerd. Trends in populatie-aantallen zijn vermoedelijk dalend. Om deze redenen staat de Caatingamiersluiper als niet bedreigd op de Rode Lijst van de IUCN.